# Albert y David Maysles
Albert y David Maysles eran una pareja de hermanos dedicados al cine, especialmente al género documental. Entre sus obras se encuentran Salesman, Gimme Shelter y Grey Gardens. Sus filmaciones de The Beatles constituyen una pieza fundamental para el DVD The Beatles: The First U.S. Visit.
David Maysles, el hermano menor, nació el 10 de enero de 1931 en Boston, y falleció en 1987.
Albert Maysles nació el 26 de noviembre de 1926 en Boston y falleció el 5 de marzo de 2015.
Jean-Luc Godard dijo que Albert Maysles era "el mejor camarógrafo de América". Ganó un premio a la trayectoria en el festival de cine checo AFO en 2005. En 2005 fundó el Instituto Maysles, una organización sin fines de lucro que brinda capacitación y aprendizaje para las personas desfavorecidas.

## Filmografía de Albert y David Maysles
- Anastasia (1962)
- Showman (1963)
- Orson Welles In Spain (1963)
- What's Happening! The Beatles in America (1964)
- IBM: A Self-Portrait (1964)
- Meet Marlon Brando (1965)
- Cut Piece (1965)
- With Love from Truman (1966, con Charlotte Zwerin)
- Salesman (1968) (con Charlotte Zwerin)
- Journey to Jerusalem (1968)
- Gimme Shelter (1970, con Charlotte Zwerin)
- Christo's Valley Curtain (1974, con Ellen Hovde)
- Grey Gardens (1976, con Ellen Hovde, Muffie Meyer, Susan Froemke)
- The Burks of Georgia (1976, with Ellen Hovde, Muffie Meyer)
- Running Fence (1978, con Charlotte Zwerin)
- Muhammad and Larry (1980)
- Vladimir Horowitz: The Last Romantic (1985, con Susan Froemke, Deborah Dickson, Pat Jaffe)
- Ozawa (1985, con Susan Froemke, Deborah Dickson)
- Islands (1986, con Charlotte Zwerin)
- Christo in Paris (1990, con Deborah Dickson and Susan Froemke)

## Filmografía de Albert Maysles
- Psychiatry in Russia (1955)
- Horowitz Plays Mozart (1987, con Susan Froemke, Charlotte Zwerin)
- Jessye Norman Sings Carmen (1989, con Susan Froemke)
- They Met in Japan (1989, con Susan Froemke)
- Soldiers of Music: Rostropovich Returns to Russia (1991, con Susan Froemke, Peter Gelb and Bob Eisenhardt)
- Abortion: Desperate Choices (1992, con Susan Froemke y Deborah Dickson)
- Baroque Duet (1992, con Susan Froemke, Peter Gelb, Pat Jaffe)
- Accent on the Offbeat (1994, con Susan Froemke, Deborah Dickson)
- Letting Go: A Hospice Journey (1996, con Susan Froemke, Deborah Dickson)
- Concert of Wills: Making the Getty Center (1997, con Susan Froemke, Bob Eisenhardt)
- Lalee's Kin: The Legacy of Cotton (2000, con Susan Froemke, Deborah Dickson)
- The Gates (2007, con Antonio Ferrera)
- Iris (2014)

## Premios y distinciones
Premios Óscar
| Año  | Categoría              | Película                  | Resultado |
| ---- | ---------------------- | ------------------------- | --------- |
| 1974 | Mejor documental corto | Four Stones for Kanemitsu | Nominados |